# Theotima radiata
Espèce
Synonymes
- Theoclia radiata Simon, 1892

Theotima radiata est une espèce d'araignées aranéomorphes de la famille des Ochyroceratidae.

## Distribution
Cette espèce se rencontre au Venezuela, à Porto Rico et à Cuba.

## Description
La femelle mesure 1,8 mm.

## Publication originale
- Simon, 1892 : On the spiders of the island of St. Vincent. Part 1. Proceedings of the Zoological Society of London, vol. 1891, p. 549-575 (texte intégral).